# Who's Greatest Hits
Who's Greatest Hits — восьма збірка англійської групи The Who, яка була випущена 23 листопада 1983 року.

## Композиції
1. Substitute — 3:50
2. The Seeker — 3:14
3. Magic Bus — 3:25
4. My Generation — 3:19
5. Pinball Wizard — 3:03
6. Happy Jack — 2:12
7. Won't Get Fooled Again — 3:38
8. My Wife — 3:36
9. Squeeze Box — 2:43
10. Relay — 3:48
11. 5:15 — 4:53
12. Love Reign O'er Me — 3:07
13. Who Are You — 5:02

## Склад
- Роджер Долтрі — вокал
- Джон Ентвістл — бас гітара, бек-вокал;
- Кенні Джонс — ударні
- Піт Таунсенд — гітара, синтезатори, фортепіано

## Сертифікації
| Регіон                                             | Сертифікація  | Продажі    |
| -------------------------------------------------- | ------------- | ---------- |
| США (RIAA)                                         | 2× Платиновий | 2 000 000^ |
| ^відвантаження, що базуються лише на сертифікаціях |               |            |